# Mon p'tit loup
Pour la chanson de Johnny Hallyday, voir Mon p'tit loup (ça va faire mal).
Pistes de Pierre Perret
Ça la fait marrer
(1) Docteur
(3)
Mon p’tit loup est une chanson écrite et interprétée par Pierre Perret. Elle figure en face B du 45 tours Estelle sorti en 1979.

## Caractéristiques
La version originale de la chanson écrite par Pierre Perret est inspirée par une jeune fille violée,. Le texte est par la suite retravaillé pour lui donner une portée plus universelle.
La chanson liste toutes les merveilles du monde à découvrir : le fleuve Amazone, le vin de Moselle, le mont Kilimandjaro, la chapelle Sixtine, Les Ménines, le musicien Mahler, les jazzmen de Louisiane...

## Reprises
- 2017 : Au Café du Canal et Flavia Coelho sur l'album-hommage La Tribu de Pierre Perret

## Postérité
- Pierre Perret a interprété la chanson avec Zaz sur le plateau de Champs-Élysées, accompagnés par un orchestre symphonique.
- Cette chanson a inspiré chez un entrepreneur toulousain, l'ambition de réaliser avec son enfant handicapé, toutes les promesses évoquées par la chanson[2].
- Pierre Perret est le parrain de l'association « Mon P'tit Loup » nommée en l'honneur de la chanson[3].
- En 2017, le rappeur français Sofiane Zermani a chanté une chanson également intitulée Mon P'tit Loup.